# Lacrosse

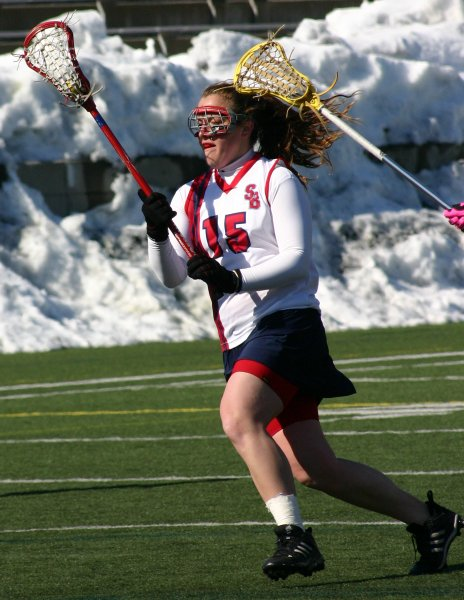
Partit universitari de lacrosse

El lacrosse és un esport en què s'utilitza un pal amb una xarxa a l'extrem (cross) on es manté la pilota fins que es passa a un altre company amb la finalitat de marcar un gol. Els equips són de 10 persones.
És un joc ràpid entre dos equips de deu jugadors cadascun que usen un pal amb una xarxa a la part superior (denominats crosses en francès) per passar i agafar una pilota de goma amb l'objectiu de fer gols entrant la pilota a la xarxa de l'equip contrari.
En la seva versió moderna, lacrosse es juga amb tres davanters, tres migcampistes, tres defensors i un porter. La superfície de la pista pot ser gespa natural o sintètica. Els homes fan servir cascos, ja que mantenir la integritat corporal és part fonamental del joc. Les dones usen antifaços, menys protectors que els homes pel fet que no estan permesos les trobades físiques brusques entre jugadores. Aquest esport és molt popular a la costa est dels Estats Units entre universitats i instituts de secundària.
Els orígens del lacrosse es remeten als amerindis. El seu nom original era dehuntshigwa'es en Onondaga, que vol dir home copejat amb un objecte rodó; da-nah-wah'uwsdi o petita guerra en llengua cherokee de l'Est; Tewaarathon en llengua Mohawk (petit fill de la guerra), i baggataway o el joc del creador en el primer llenguatge nacional. Com que hi havia una sola pilota, els jugadors es concentraven a lesionar a l'oponent amb el seu pal. De vegades, el joc podia durar dies. Actualment, el lacrosse és popular a Amèrica del Nord. El Campionat Mundial de Lacrosse per a homes i dones es juga cada quatre anys. Hi ha variants d'aquest esport com ara el box lacrosse, indoor lacrosse i el softcrosse.
L'esport modern està liderat per World Lacrosse, l'única organització esportiva internacional que reconeix les bandes de les Primeres Nacions i les tribus natives americanes com a nacions sobiranes. L'organització acull el Campionat Mundial de Lacrosse per a homes, la Copa del Món de Lacrosse Femenina, el Campionat Mundial de Lacrosse Indoor per a box lacrosse i el Campionat Mundial Sub-19 de Lacrosse tant per a homes com per a dones. Cadascun se celebra cada quatre anys. El lacrosse als Jocs Olímpics d'estiu s'ha disputat en dues edicions dels Jocs Olímpics d'estiu, 1904 i 1908. Es disputarà als Jocs Olímpics de 2028 en el format de sis lacrosse. També es va celebrar com a esdeveniment demostratiu als Jocs Olímpics d'estiu de 1928, 1932 i 1948.

## Orígens
La versió actual de lacrosse va ser inventada pels francesos fixant-se en les guerres entre els indis Caillou i SmooL, en aquest país quan hi havia guerres, els canadencs agafaven els crosses i llançaven pedres amb els pals. Aquestes pedres tirades amb els crosses volen a una velocitat increïble, igual que en el joc del lacrosse.

## Evolució

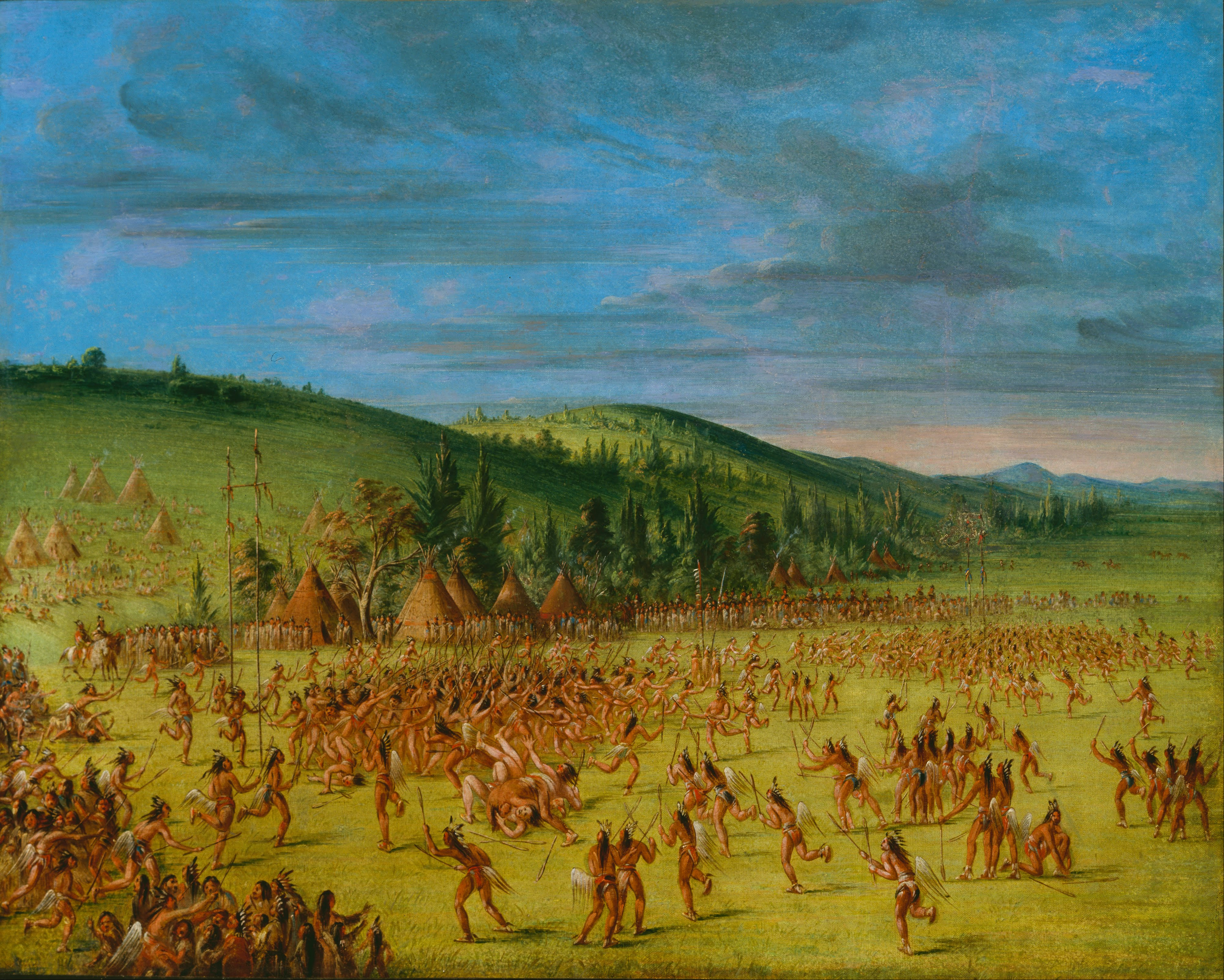
"An Indian Ball-Play" per George Catlin, al voltant de 1846-1850.

El lacrosse modern ha estat testimoni de grans modificacions des dels seus orígens al voltant del 1400, però molts aspectes de l'esport segueixen sent els mateixos. En la versió nativa, cada equip estava compost per més de 100 valents en una pista que mesurava entre 500 iardes i mitja milla. En comptes de gols tradicionals, on la pilota ha de passar per pals que formen un arc, molts equips usaven una gran roca o un arbre a manera d'arc. Havien d'estavellar la pilota, feta de pell de cérvol, contra l'arc prèviament designat per poder anotar un gol. Aquesta classe de trobades duraven des de la sortida del sol fins al vespre, entre dos o tres dies. Es jugava per decidir disputes existents entre les tribus i també per preparar soldats forts i valents en cas que es presentin combats en el futur.
Aquest esport va obtenir notorietat a l'oest dels Estats Units quan un missioner jesuïta anomenat Jean de Brébeuf va observar als indis Hurons jugar-ho al voltant del 1600. Per al 1800, el lacrosse va evolucionar i, en ser adoptat pels francesos, la violència en el joc va disminuir notòriament. El 1867, W. George Beers, un dentista canadenc, va modificar el joc. Entre d'altres, va escurçar la durada de cada partit i va reduir el nombre de jugadors a deu per equip. Per al 1900, col·legis secundaris, universitats i les Olimpíades van començar a jugar lacrosse. Malgrat les variacions fetes en el joc modern, els nadius d'Amèrica sempre van ser reconeguts com a fundadors del lacrosse. Actualment aquest joc és considerat l'esport nacional del Canadà.

## Expansió i popularitat
El primer joc oficial del món va tenir lloc el 1867 a l'Upper Canada College. Upper Canada va perdre contra el Toronto Criket Club per tres gols a un. L'esport presenta àmplia difusió al Canadà, Nova Zelanda, Austràlia, Japó, Anglaterra i Escòcia.
Als Estats Units, el lacrosse és popular a l'estat de Maryland, on es va convertir l'esport oficial de l'estat en 2004, Nova York, Filadèlfia, Nova Anglaterra, Indiana i altres àrees al llarg de la costa est. A més a més, la seva popularitat va començar a expandir-se a la costa oest i a la zona central del país gràcies a la seva aparició en els mitjans de comunicació i al creixement dels programes de les universitats i els col·legis secundaris, que es van centrar a formar lligues de lacrosse arreu dels Estats Units. En l'àmbit universitari els equips més potents són els de la Universitat Johns Hopkins, la  Universitat de Princeton, la  Universitat de Maryland i la  Universitat de Virgínia.
Cal remarcar que lacrosse és l'esport oficial de l'estiu al Canadà des de 1994, tot i que només es practica en dues regions distants del país i no és l'esport més popular de l'estiu ni tan sols en aquestes regions. Haver designat el lacrosse com a esport oficial al Canadà va ser una decisió basada en la història i no en el reflex del present. Canadà i República Txeca es diferencien de les altres nacions que practiquen lacrosse, ja que prefereixen el box lacrosse al lacrosse tradicional. Una variant recent del box lacrosse, l'indoor lacrosse, és practicada cada cop per més persones. El primer campionat de lacrosse indoor va tenir lloc el 2003.

## Modalitats

### Lacrosse sobre gespa

Terreny de joc de lacrosse.

Lacrosse masculí és el joc més antic a Amèrica del Nord. Va ser creat pels americans natius i s'ha convertit en un esport popular en els últims anys. El lacrosse té més seguidors a la regió nord-est dels Estats Units. El lacrosse sobre gespa inclou dos equips de deu jugadors cadascun. La competència consisteix a projectar una petita pilota de goma en l'arc de l'equip contrari. El camp de joc s'estén 110 iardes aproximadament (100  m) al llarg i 60 iardes (54 m) a l'ample. Els arcs mesuren 6  p (1,8 m) per 6 pi posseeixen una xarxa similar a la de l'arc utilitzat en hoquei sobre gel. La formació consta de tres davanters, tres migcampistes, tres defensors i un arquer. Cada jugador maneja un pal que els francesos van denominar la crossier (d'aquí el nom de l'esport). Davanters i migcampistes usen un pal que mesura entre 40 polzades (1 metre) i 42 polzades (1,07 m), mentre que els defensors i, sota determinades condicions, migcampistes, utilitzen un pal que pot mesurar fins a 72 polzades (1,8 m) de llarg. A la punta, el pal posseeix un cèrcol de plàstic amb una cistella feta de soga o cuir denominat butxaca. El pal de l'arquer varia en llarg, però generalment mesura entre 50 polzades (1,27 m) i 60 polzades (1,52 m) i és més ample que el pal dels altres jugadors. Els jugadors aixequen la pilota del terra i la llancen per l'aire a altres jugadors. És permès córrer amb la pilota al pal. A diferència del lacrosse femení, els jugadors poden picar la pilota amb el peu i també poden cobrir-la amb els pals, sempre que no la retinguin massa del joc. Els partits són veloços, i s'assemblen a una combinació de futbol, bàsquet i hoquei sobre gel. Està permesa la violència amb el cos i amb el pal, encara que el reglament estableix determinades maneres per enfrontar violentament a l'oponent. L'Associació Internacional d'Atletes Universitaris ha establert que els partits han de tenir una durada de quatre temps de 15 minuts cadascun. En canvi, en col·legis secundaris, els enfrontaments tenen una durada més curta. Usualment, cada partit acaba amb aproximadament 20 gols anotats.
Lacrosse entre universitats ha adquirit popularitat als Estats Units. Més de 40.000 persones han presenciat el campionat nacional. Entre els jugadors que es destaquen es troba Jim Brown de la  Universitat de Syracuse, originalment membre d'un equip de futbol americà, de la  Universitat de Maryland Frank Urso, els germans canadencs Paul i Gary Gait, també de Syracuse. Entre les dones, s'ha de fer esment de Kelly Amonte-Hiller que ha jugat per l'equip de Maryland i actualment entrena a l'equip nacional de la Universitat del Nord-est, i la golejadora de tots els temps Jen Adams, també de Maryland.
El proper campionat mundial es jugarà a London (Ontario), Canadà l'estiu de 2006. En 2007, a Peterborough Ontario a la Universitat de Trent.

### Box Lacrosse (Lacrosse Caixa)

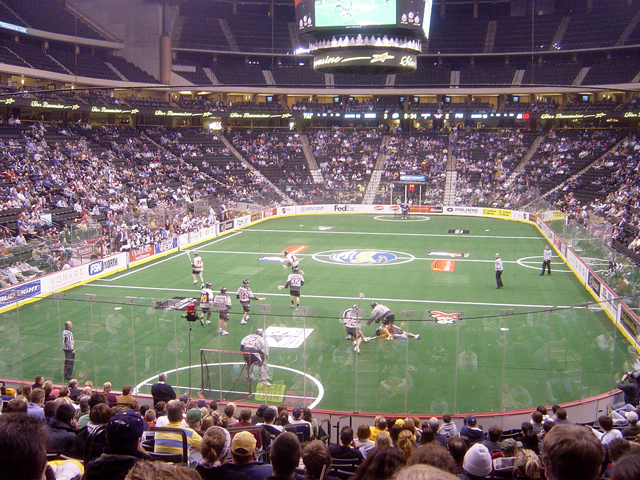
Partit de Box Lacrosse de la National Lacrosse League.

Comunament practicat pels canadencs, és una versió de lacrosse que es juga sota sostre, en pistes d'hoquei sobre gel on es lleva el gel, entre dos equips de sis jugadors cadascun. L'àrea sota sostre on té lloc l'enfrontament és denominada caixa. Aquest tipus de lacrosse es va introduir als anys trenta per a promoure el negoci de les pistes d'hoquei, i amb el transcurs dels anys ha suplantat gairebé íntegrament al lacrosse sobre gespa al Canadà.
L'arc és més petit (4 x 4 peus) i la complexió física de l'arquero és generalment major. L'equip atacant ha de tirar a l'arc entre els 30 segons de tenir possessió de la pilota. En aquesta varietat de lacrosse s'observen majors enfrontaments cos a cos entre jugadors. El campionat sènior masculí de lacrosse denominat Mann Cup (Copa Mann) té lloc al Canadà des de l'any 1901, i s'ha jugat sota les regles del box lacrosse des de 1935. El campionat junior masculí A, el Minto Cup o copa Minto s'ha desenvolupat des de 1937 i els jugadors sènior han pogut participar des de 1901 fins a 1934. El campionat junior masculí B, el Founders Cup o Copa Fundadors s'ha organitzat des de 1972. A partir de 1908, tots els campions sènior i junior van ser dels equips d'Ontario o British Columbia. L'Associació Canadenca de Lacrosse ha dut a terme tornejos per determinar campions nacionals junior i sènior femenins de lacrosse caixa.

### Indoor Lacrosse (Lacrosse Sota Sostre)

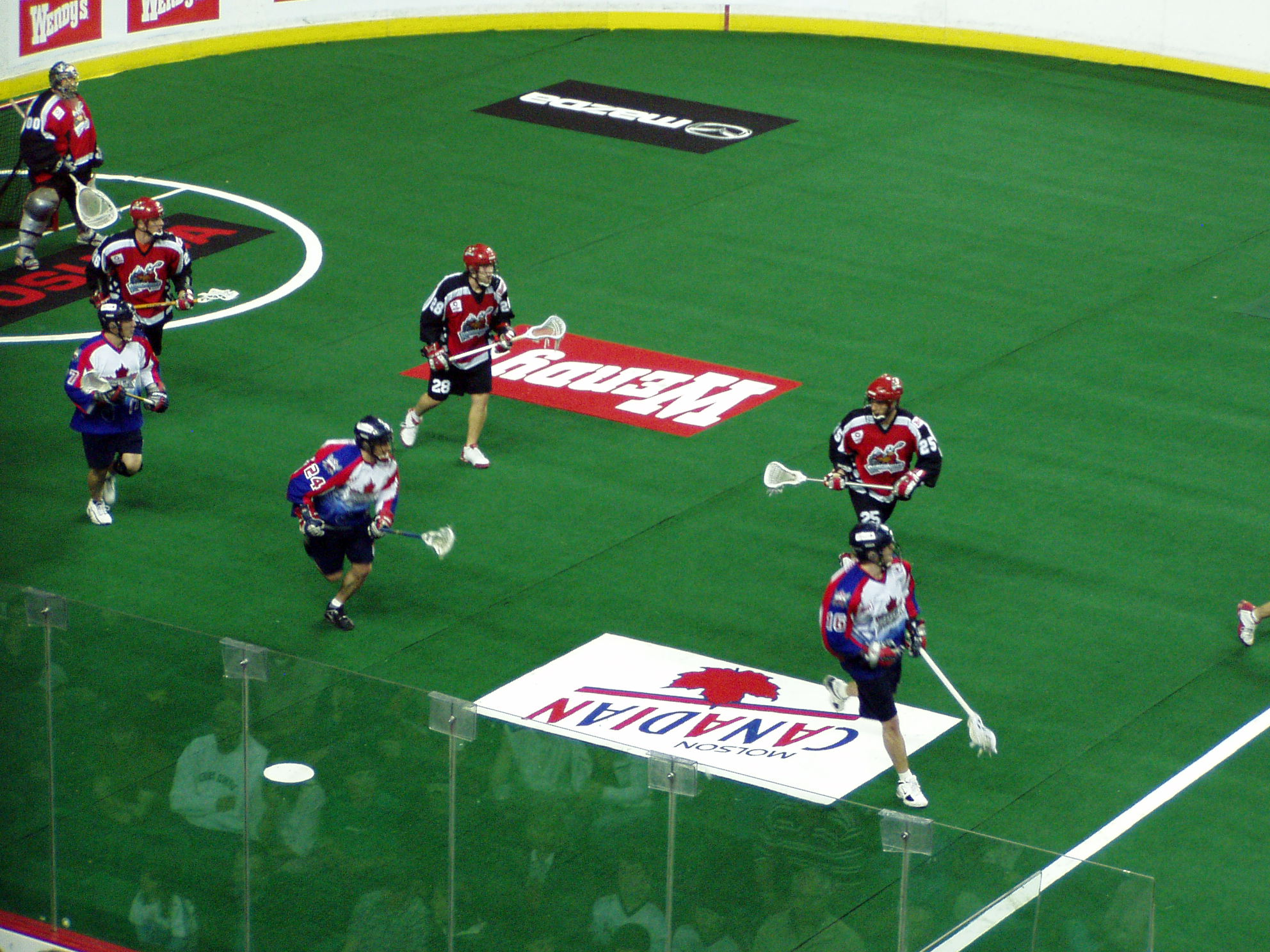
Lacrosse sota sostre.

Consisteix en una versió del box lacrosse que es juga professionalment durant l'hivern, no només en regions on el lacrosse d'estiu és popular, sinó també en regions on rarament es juga lacrosse a l'estiu. Originalment, va voler derivar en una versió del lacrosse caixa menys violenta, encara que les regles del box lacrosse han morigerat les jugades fortes. Amb el transcurs del temps, les regles del lacrosse indoor es van modificar, fins a arribar a permetre el denominat crosscheking, que consisteix a pegar-li a un altre jugador amb el pal en una mà.
La diferència entre el box lacrosse i l'indoor lacrosse radica que en el primer els equips poden usar pals de fusta sòlids, en canvi, en el segon, estan prohibits i només es permet la utilització de pals buits. En el campionat mundial de lacrosse indoor el 2003 es va consagrar campió l'equip del Canadà.